# Charles Lefebvre-Desnouettes
Pour les articles homonymes, voir Lefebvre.
Charles Lefebvre-Desnouettes, né le 14 septembre 1773 à Paris et mort le 22 avril 1822 au large des côtes d'Irlande, est un général français de la Révolution et de l'Empire. Il est également président de la Vine and Olive Colony, en Alabama.

## Famille
La famille Lefebvre des Noëttes est une famille d'ancienne bourgeoisie originaire de Normandie. Charles Lefebvre (né en 1704) était marchand-drapier, bourgeois de L'Aigle dans l'Orne. Jean-Claude Lefebvre-Desnoettes (1733-1821), était marchand de draps à Aube (Orne). 
L'actuelle famille Lefebvre des Noëttes descend d'un frère cadet du général qui n'a pas été anobli, (le général Charles Lefebvre-Desnouettes n'ayant eu qu'une fille unique), son frère Zénon se marie le 7 juin 1814 avec Joséphine Eléonore Richard, fille du manufacturier François Richard-Lenoir.

## Biographie

### Sous la Révolution et le Consulat
Né d'un père marchand de drap, Charles Lefebvre-Desnouettes (ou Desnoëttes) ne semble guère disposé pour les études et s'engage à trois reprises dans l'armée. Mais à chaque fois ses parents achètent sa libération. Lorsque la Révolution éclate, Lefebvre-Desnouettes saisit sa chance, et en décembre 1789 il s'engage dans la garde nationale de Paris. Chasseur dans la Légion des Allobroges le 15 septembre 1792, il fait la campagne de cette année à l'armée des Alpes. 
Sous-lieutenant au 5e régiment de dragons en février 1793, il sert successivement aux armées du Nord, de Sambre et Meuse et de Rhin-et-Moselle entre 1793 et 1797. Il s'élève rapidement par ses talents et par sa bravoure aux premiers rangs de l'armée. Il passe ensuite à l'armée d'Italie, avant de devenir capitaine et aide de camp du Premier Consul en 1800. Lefebvre-Desnouettes participe à la bataille de Marengo le 14 juin 1800. Il est nommé chef d'escadron et sert dans l'état-major de la Garde consulaire, puis dans la légion de gendarmerie d'élite. En 1802, il est chef de brigade, en 1804, écuyer cavalcadour de Napoléon. 

### Général d'Empire
Le 14 octobre 1805 il est à la bataille d'Elchingen, puis le 2 décembre 1805 à Austerlitz. Le 19 septembre 1806, Lefebvre-Desnouettes est promu général de brigade, avant de passer au service de Jérôme Bonaparte en novembre 1807 et d'être fait général de division le 28 avril 1808 et grand écuyer de la couronne de Westphalie. En mars 1808, il est créé comte d'Empire.
Lefebvre-Desnouettes gagne ensuite l'Espagne, remporte plusieurs beaux succès en juin 1808, avant d'être blessé devant Saragosse et de revenir en France en convalescence, puis il repart en Espagne pour combattre à Tudela et à Somosierra. Le 29 décembre 1808, il est blessé d'un coup de pistolet, puis fait prisonnier par les Britanniques à la bataille de Benavente, et emmené au Royaume-Uni. Prisonnier sur parole à Cheltenham, il fréquente la société britannique auprès de laquelle il a du succès, alors que son épouse Stéphanie Rollier, cousine issue de germain de Napoléon, l'attend à Paris.
L'appel des armes l'emporte : il s'évade au printemps 1812 et part aussitôt pour la Russie où il reprend le commandement des chasseurs à cheval de la Garde. Au cours de la campagne de France, il est à nouveau blessé à Brienne le 29 janvier 1814 de deux coups de baïonnette, mais il se bat encore à La Rothière, Montmirail, Château-Thierry, Vauchamps et Arcis-sur-Aube, et escorte jusqu'à Roanne Napoléon qui gagne l'île d'Elbe.

### Les Cent-Jours
Durant les Cent-Jours le 9 mars 1815, avec son régiment de Cambrai, il se rallie à Napoléon. Fait pair de France, Lefebvre-Desnouettes reçoit le commandement de la cavalerie légère de la Vieille Garde et combat à Ligny le 15 juin puis aux Quatre-Bras le 16. Il charge à Waterloo le 18 et fait ensuite retraite sur la Loire.

### Exil aux États-Unis sous la Restauration

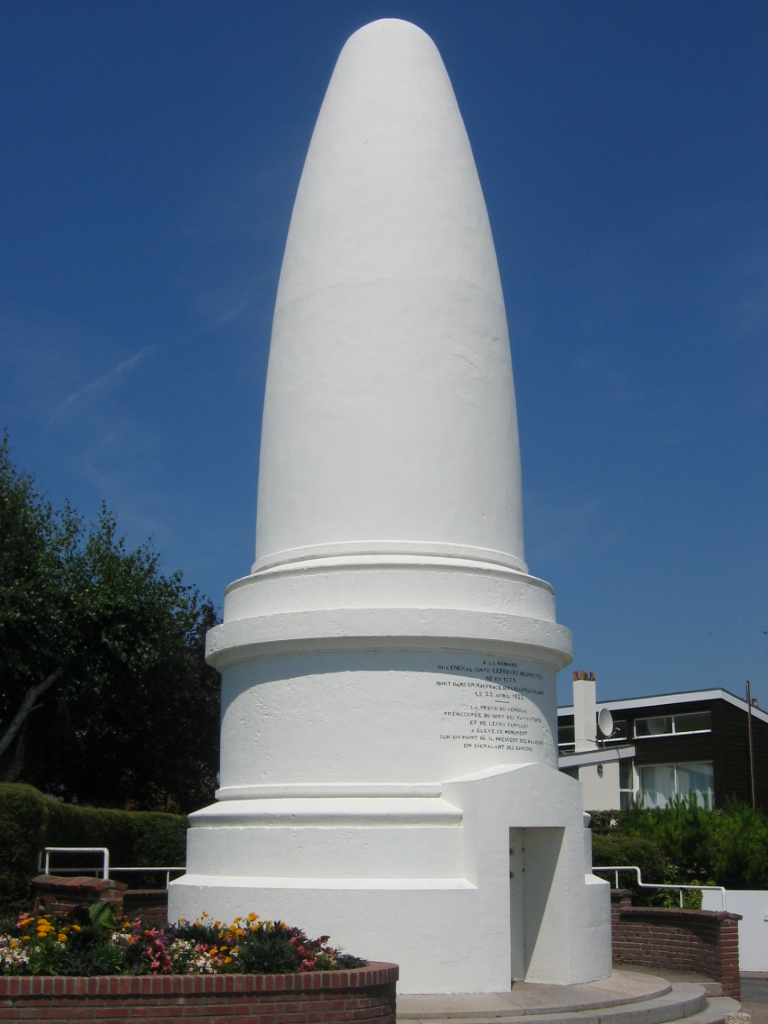
Pain de sucre à Sainte-Adresse, en hommage au général Lefebvre-Desnouettes.

Mis en non-activité, lors de la première Restauration, il se déclare l'un des premiers en faveur de Napoléon lors du retour de l'île d'Elbe. Aussi est-il compris dans l'article 1er de l'ordonnance du 24 juillet 1815 et condamné à mort par contumace l'année suivante. Proscrit sous la Restauration, il part aux États-Unis, s'installe dans l'Alabama, où il devient président de la Vine and Olive Colony.
Il est parvenu à se soustraire aux poursuites dirigées contre lui, et vit depuis plusieurs années aux États-Unis, quand, guidé par l'espoir d'obtenir sa rentrée en France, il s'embarque pour l'Europe sur le navire l'Albion, qui vient s'échouer sur les côtes de l'Irlande, près du lieu appelé Garret's Town. Il périt dans ce naufrage le 22 avril 1822, au large de Kingsdale (en) (Irlande).
En 1821, il a vendu son château des Nouettes, situé à Aube, dans l'Orne, à la comtesse de Ségur.
Son épouse Stéphanie Rolier fait élever un cénotaphe face à la mer, à Sainte-Adresse, à côté du Havre, en sa mémoire (sa forme le fera appeler localement le « pain de sucre »).

## Hommages

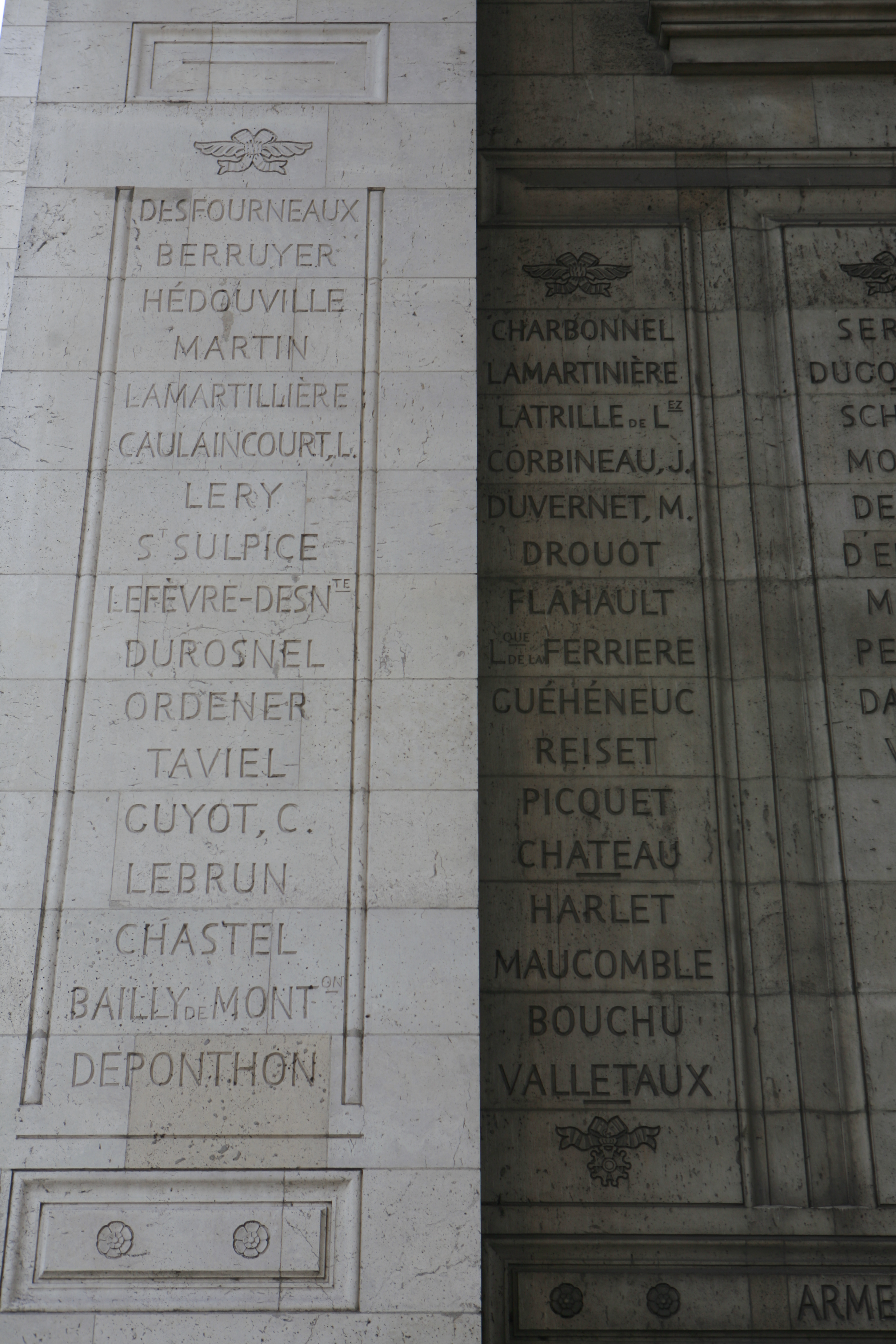
Noms gravés sous l'arc de triomphe de l'Étoile : pilier Ouest, 31e et.

- Le nom de Lefebvre Des Noëttes figure sur le côté Ouest de l'arc de triomphe de l'Étoile.
- Une rue Desnouettes se trouve dans le 15e arrondissement de Paris.
- Une station de la ligne 3a du tramway d'Île-de-France à Paris porte son nom.
- Pain de Sucre, mausolée élevé par sa veuve à Sainte-Adresse[2].

## Dans la fiction
- La série de bande dessinée Le Décalogue (bande dessinée), créée par Frank Giroud met en scène le général Lefebvre-Desnouettes lors de la campagne d’Égypte.

## Sources
- « Charles Lefebvre-Desnouettes », dans Charles Mullié, Biographie des célébrités militaires des armées de terre et de mer de 1789 à 1850, 1852 [détail de l’édition] ;
- « Charles Lefebvre-Desnouettes », dans Adolphe Robert et Gaston Cougny, Dictionnaire des parlementaires français, Edgar Bourloton, 1889-1891 [détail de l’édition] ;
- Archives nationales (CARAN) – Service Historique de l’Armée de Terre – Fort de Vincennes – Dossier S.H.A.T. Cote : 7 Yd 475.
  - Cote S.H.A.T., état de services, distinctions sur « web.genealogie.free.fr : Les militaires »(Archive.org • Wikiwix • Archive.is • Google • Que faire ?) (consulté le 24 août 2014)